# Lorenzo Galli (sciatore)
Lorenzo Galli (16 ottobre 1975) è un allenatore di sci alpino ed ex sciatore alpino italiano.

## Biografia

### Carriera sciistica
Galli, originario di Livigno, era una specialista della discesa libera, specialità nella quale ottenne tutti i risultati di rilievo della sua carriera internazionale a partire dall'esordio in Coppa Europa, il 16 gennaio 1995 a La Thuile quando non completò la prova, e in Coppa del Mondo, l'11 gennaio 1997 a Chamonix (38º). In Coppa Europa conquistò l'unico podio il 2 marzo 1997 a Sankt Moritz (3º); in Coppa del Mondo ottenne il miglior piazzamento il 16 dicembre 2000 a Val-d'Isère (15º) e prese per l'ultima volta il via il 25 gennaio 2003 a Kitzbühel (49º). Si ritirò al termine della stagione 2002-2003 e la sua ultima gara fu il supergigante dei Campionati italiani 2003, disputato il 26 marzo a Ponte di Legno/Passo del Tonale e chiuso da Galli al 6º posto; non prese parte a rassegne olimpiche o iridate.

### Carriera da allenatore
Dopo il ritiro è divenuto allenatore nei quadri della Federazione italiana sport invernali.

## Palmarès

### Coppa del Mondo
- Miglior piazzamento in classifica generale: 96º nel 2000

### Coppa Europa
- 1 podio:
  - 1 terzo posto

### Campionati italiani
- 1 medaglia:
  - 1 bronzo (supergigante nel 2000)